# 리슈셴
리슈셴(李修賢, 이수현, 영문명은 Danny Lee, 1952년 8월 6일 ~ )은 중화인민공화국 홍콩 특별행정구의 남성 영화배우, 텔레비전 연기자, 영화감독, 영화제작자, 영화연출가, 무술가, 소설가, 영화 각본가, 영화 각색가, 영화 무술감독이다.

## 출생과 이력
중화인민공화국 상하이에서 출생하였으며 지난날 한때 중화인민공화국 광둥성 산터우에서 잠시 유아기를 보낸 적이 있는 그는 3세 시절 일가족과 함께 홍콩으로 이주하였다.

## 내력
- 1971년 홍콩 영화 《쌍협(雙俠)》의 주연으로 영화배우 데뷔.
- 1980년 영화 《금수지(金手指)》에 주연, 이 영화로 영화 각색가 데뷔.
- 1981년 영화 《단정로(單程路)》에 주연, 이 영화로 영화감독 데뷔.
- 1982년 영화 《Funny boys》에 주연, 이 영화로 영화 각본가 데뷔.
- 1982년 영화 《수심(獸心)》에 주연, 이 영화로 영화 무술감독 데뷔.
- 1987년 영화 《철혈기경(鐵血騎警)》에 주연, 이 영화로 영화제작자 데뷔.
- 1988년 영화 《벽력선봉(霹靂先鋒)》에 주연, 이 영화로 영화연출가 데뷔.
- 1990년 영화 《풍우동로(風雨同路)》를 조연 및 감독, 이 영화로 영화 조연출가 데뷔.
- 1992년 그의 소설 작품 《차신(車神)》이 영화화되었고 그는 이 영화의 주연과 연출을 맡았다.
- 1993년부터 2008년까지는 홍콩의 텔레비전 드라마에도 출연하였다.

## 출연 작품
- 1989년 영화 《장지웅심(壯志雄心)》
- 1990년 영화 《성전풍운(聖戰風雲)》